# L'Exquise Nouvelle
L’Exquise Nouvelle est une expérience littéraire d’écriture collaborative menée sur Internet, qui a connu trois éditions entre 2010 et 2013. Marquées par une volonté de mixité et d'ouverture, ces trois saisons ont rassemblé plus de cent soixante auteurs, professionnels reconnus ou débutants, écrivains purement amateurs ou artistes d’horizons divers. Deux ouvrages ont été édités à ce jour, en octobre 2011 et en mars 2013.

## Saisons

### Saison 1 (2010–2011)
Née d’une idée de l’écrivain Maxime Gillio, et concrétisée sous la direction de Maxime Gillio et David Boidin, L’Exquise Nouvelle est une nouvelle policière écrite à partir du mois d’août 2010 sur le réseau social Facebook, selon le principe du cadavre exquis, par une équipe de 80 auteurs de tous pays et de tous horizons. Chaque auteur a ainsi contribué à l’histoire à concurrence de la taille d’un « statut » du réseau social, limité à l’époque à 420 caractères. On y trouve, entre autres, les signatures de Franck Thilliez, Paul Colize, Christian Rauth ou Claude Mesplède.
Cette aventure teintée de surréalisme est également pimentée par différentes règles du jeu, imposées par les organisateurs.
Le succès sur le Net est tel qu'une édition papier sortira en novembre 2011, aux éditions La Madolière, préfacée par Laurent Scalese et Franck Thilliez. Tous les droits d’auteurs, illustrateurs et organisateurs seront reversés à l’association Écoute ton cœur, qui œuvre pour l’insertion des enfants autistes dans la société.

### Saison 2 – Code 7PN (2011–2012)
La saison 2 de L'Exquise Nouvelle a vu le jour en octobre 2011, inspirée cette fois par les Exercices de style de Raymond Queneau. Les fondateurs Maxime Gillio et David Boidin, rejoints par Benjamin Berdeaux, y proposent à quarante auteurs de livrer leur interprétation d’une scène intitulée « Les 7 petits nègres », à la croisée des univers des frères Grimm et d’Agatha Christie. En plus d’artistes venus d’autres horizons comme François Corbier, le casting intègre cette fois des écrivains non francophones, avec la participation de l'auteur sud-africain Roger Smith, de l'irlandais Sam Millar ou de l'argentin Carlos Salem. On note également la participation de quinze artistes graphistes ou plasticiens qui présentent chacun leur illustration visuelle de la même scène.
En hommage supplémentaire au mouvement oulipien, différentes contraintes formelles sont imposées aux participants.
Cette expérience débouchera elle aussi sur une version papier, sous la forme d’un recueil de nouvelles préfacé par Jérôme Commandeur et publié chez In Octavo Éditions en mars 2013, au bénéfice cette fois de l’association Les P’tits courageux qui vient en aide aux familles touchées par les facio-craniosténoses syndromiques.

### Saison 3 – Code M&M (2012–2013)
La troisième et dernière saison, lancée en octobre 2012, se veut une synthèse (Mix & Match) des deux premières, puisqu’elle mêle cadavre exquis et exercices de style. Quarante-huit participants sont répartis en seize trios, chacun de ces trios étant chargé d’écrire une nouvelle sous forme de cadavre exquis, sur un thème unique, « Le Concierge Masqué ». (En guise de piment supplémentaire : les auteurs ignorent quels sont leurs partenaires d'écriture.)
Parmi les nouveaux participants, on trouve, entre autres, Nadine Monfils, Odile Bouhier, Didier Daeninckx, Michel Bussi ou Bernard Minier, ainsi que des auteurs non francophones comme la dramaturge anglo-américaine Nicola Pearson et l’auteur catalan Víctor del Árbol.
La publication de ces seize nouvelles est intervenue sur le site Internet L'Exquise Nouvelle saison 3 dédié à l'événement, entre le 22 mars et le 11 juin 2013. Cette troisième saison se déroule au bénéfice de l'APCH (Association des pancréatites chroniques héréditaires). La version papier, Les Aventures du Concierge Masqué, qui sortira en librairie fin septembre 2013, se verra augmentée de quatre nouvelles supplémentaires pour un total de soixante-et-un auteurs. Ce recueil, préfacé par Maud Tabachnik, est publié par L'eXquise Édition

## Liste des auteurs et artistes ayant participé à au moins une des trois saisons
- Barbara Abel,
- Sophie Adriansen,
- Raymond Alcovère,
- François Alquier,
- Karine d'Ambra,
- Víctor del Árbol[8],
- Paul Art,
- Alexis Aubenque,
- Cyrille Audebert,
- Ayerdhal,
- Bebb,
- Laurence Biberfeld,
- Sacha Biekelitsky,
- Kirira Bien,
- Ludovic Bisot [9],
- Olivier Bkz,
- David Boidin,
- Pat Bol,
- Bruno Bollengier,
- Jacques Olivier Bosco,
- Bernard Boudeau,
- Odile Bouhier,
- Marie-Christine Boullé Roussel,
- Marilyn Bréand,
- Céline Brousse,
- Régis Brousse,
- Pierre Bru,
- Thierry Brun,
- Michel Bussi,
- Gilles Caillot,
- Sire Cédric,
- Francois-Xavier Cerniac,
- David Charlier,
- Armelle Chatel,
- Delphine Clapies,
- Paul Colize,
- Gérard Coquet,
- François Corbier,
- Isabelle Corlier,
- Cécile Coulon,
- Boris Crack,
- Didier Daeninckx,
- Catherine Daucourt,
- Chris Debien,
- Philippe Declerck,
- Samuel Delage,
- Cathy Delanssay,
- Héloïse Delègue,
- Jean Depreux,
- Jeanne Desaubry,
- Jean Dewilde,
- Christophe Dolhent,
- A.L. Douzet,
- Luc Doyelle,
- Marc Dubord,
- Jean-Jacques Dzialowski,
- Mireille Eyermann,
- Jeanne Faivre d'Arcier,
- Claire Favan,
- Chris Finch,
- Stéphane Focheux,
- Patrick de Friberg,
- Arnaud Friedmann,
- Bob Garcia,
- Mélanie Gaspar,
- Sébastien Gendron,
- Maxime Gillio,
- Évelyne Godillot,
- Vanessa Gomes,
- Philippe Govart,
- Nicolas Grondin,
- Jérémie Guez,
- Laurent Guillaume,
- Gilles Guillon,
- Anthelme Hauchecorne,
- Joël Henry,
- Fabien Hérisson,
- Stéphanie Hérisson,
- Bruno Izabelle,
- Gérard Jéhin,
- Sophie Jomain,
- Hervé Jourdain,
- Mrs Korback,
- Rik Labelt,
- Philippe Lacausse,
- Josef Ladik,
- P. J. Lambert,
- Yann Landry,
- Eric Lathière,
- Christine Laverne,
- Ludovic Lavaissière,
- Damien Leban,
- Valéry Le Bonnec,
- François Lefebvre,
- Stéphane Lefebvre,
- Marc Legrand,
- Annabelle Léna,
- Jean-Noël Levavasseur,
- Elisabeth Lorinet Bouissou,
- Laurent Luna,
- Ludivine Lyz Beuf,
- Jean-Christophe Macquet,
- Armèle Malavallon,
- Mallock,
- Gilles Mangard,
- Stéphane Marchand,
- André Marois,
- Sylvie Marquez,
- Frédéric Mars,
- Olivier Martinelli,
- Vanessa Massera,
- Claude Mesplède,
- Martin Michaud,
- Sam Millar[10],
- Bernard Minier,
- Fabio M.Mitchelli,
- Arnaud Modat,
- Jean-Christophe Mojard,
- Aurélien Molas,
- Nadine Monfils,
- L’aligator Mosésu (Stanislas Petrosky),
- Michaël Moslonka,
- L'Auteur Mystère,
- Éric Neirynck,
- Ludo Note,
- Max Obione,
- Janis Otsiemi,
- Stéphane Pajot,
- Gipsy Paladini,
- Emmanuel Parmentier,
- Christina Pascal,
- Nicola Pearson[11],
- Gaëlle Perrin,
- Lydie Petitseigneur,
- Elena Piacentini,
- Fabrice Pichon,
- Pol Ppaul,
- Elodie Proncherit,
- Emmanuel Prost,
- Cédric Quéniart,
- Frédérick Rapilly,
- Christian Rauth,
- Francine Rey-Terrin,
- Cali Rise,
- Éric Robinne,
- Hugues Roland,
- Sylvie Rouch,
- Pierre Rouffignac,
- Martin Ryakin,
- Maud Saintin,
- Carlos Salem[12],
- Sanbela,
- David Sanjaume,
- Hervé Sard,
- Jacques Saussey,
- Philippe Savin,
- Laurent Scalese,
- Frédéric Schweyer,
- Benoît Séverac,
- Roger Smith[10],
- Richard Tabbi,
- Alain Temple,
- Franck Thilliez,
- Tatiana Todesch,
- Virginia Valmain,
- Claude Vasseur,
- Patrick Samuel Vast,
- Christine Vauchel,
- Caroline Vié,
- Michel Vigneron,
- Sigolène Vinson,
- Élisa Vix,
- Erik Wietzel,
- Samuel Wincent,
- Éric Yung